# る
る або ル (/ru/; МФА: [ɺu] • [ɺɯ] або [ɾu] • [ɾɯ]; укр. ру) — склад в японській мові, один зі знаків японської силабічної абетки кана. Становить 1 мору. Розміщується у комірці 3-го рядка 9-го стовпчика таблиці ґодзюон.

## Короткі відомості

### Опис
Фонема сучасної японської мови. Складається з одного приголосного звука та неогубленого голосного заднього ряду високого піднесення /u/ (う).
| Ясенний боковий одноударний: |  | /r/ → | る | [ɺɯ] | (на початку слова наближається до [dɯ]) |

### Порядок
Місце у системах порядку запису кани:
- Порядок ґодзюону: 41. Якщо враховувати знаки рядків い і え стовпчика や, то 43.
- Порядок іроха: 11. Між ぬ і を.

### Абетки
- Хіраґана: る

Походить від скорописного написання ієрогліфа 留 (ру, залишатись).
- Катакана: ル

Походить від скорописного написання правої нижньої частини ієрогліфа 流 (рю, течія).
- Манйоґана: 留 • 流 • 類

### Транслітерації
- Кирилиця:
Система Поліванова: РУ (ру).
Альтернативні системи: РУ (ру).
- Латинка
Система Хепберна: RU (ru).
Японська система: RU (ru).
JIS X 4063: ru
Айнська система: RU (ru).

### Інші системи передачі
- Шрифт Брайля:
| ●－ －－ |
- Радіоабетка: РУсуі но РУ (留守居のル; «ра» русуї)
- Абетка Морзе: －・－－・